# 新利街道
新利街道是中国黑龙江省哈尔滨市阿城区下辖的一个街道。